# Archie Williams
Archibald ("Archie") Franklin Williams (1. května 1915 Oakland, Kalifornie – 24. června 1993 Fairfax, Kalifornie) byl americký atlet, sprinter, olympijský vítěz v běhu na 400 metrů z roku 1936.
Před rokem 1936 se výrazně neprosadil, v olympijské sezóně však systematicky zlepšoval své osobní rekordy. Během akademického mistrovství USA vytvořil světový rekord na 400 metrů časem 46,1. V této disciplíně se pak stal v Berlíně olympijským vítězem. S aktivní kariérou skončil v roce 1939.
Po absolvování University of California v Berkeley udělal pilotní zkoušky a stal se leteckým instruktorem, sloužil pak 22 let v armádním letectvu USA.